# Sommer auf dem Land
Sommer auf dem Land (Originaltitel: Święta krowa; engl. Father, Son & Holy Cow) ist ein Spielfilm des polnisch-deutschen Regisseurs Radek Wegrzyn aus dem Jahr 2011. Der Film erzählt die tragisch-komische Geschichte von Bogdan, der in einer Milchkuh die Reinkarnation seiner Frau  Izabela sieht.
Der Film wurde am 5. August 2011 auf dem 5. Two Riversides Film and Art Festival in Polen uraufgeführt, seine internationale Premiere feierte er am 3. November 2011 im Rahmen der Nordischen Filmtage Lübeck. Der deutsche Kinostart erfolgte am 16. Februar 2012.

## Handlung
Der international gefeierte Konzertpianist Bogdan hat nach langer Krankheit seine Frau – eine berühmte Opernsängerin und seine Sandkastenliebe – Izabela verloren. Voller Trauer kehrt er der Bühne den Rücken und zieht sich auf den Bauernhof seiner Mutter zurück. Mit reichlich Alkohol versucht er zu verarbeiten, dass die gemeinsame Tochter der Mutter Sterbehilfe geleistet hat.
Seine Mutter Katharina hat gegen den Seelenschmerz jedoch ein anderes Rezept: die Renovierung des maroden Hofes und harte Stallarbeit. Bogdan begeht diese Aufgabe missmutig und versüßt sich die Arbeit weiterhin mit viel Schnaps. Nachdem ihm einer der Nachbarn eine Kuh verkauft, rät ihm der örtliche Krämer Pawel, dieser klassische Musik vorzuspielen, um mehr Milch zu erhalten. Bogdan hält dies für dummes Geschwätz, tut es in seiner Lethargie jedoch trotzdem. Schon bald gibt seine Kuh ganz besondere Milch, die das ganze Dorf berauscht.
Nach und nach bemerkt Bogdan, dass es sich bei der Kuh nicht um eine gewöhnliche Kuh handelt und glaubt, in ihr seine verstorbene Liebe Izabela wiedergefunden zu haben. Seine Mutter Katharina und Tochter Anna wollen davon nichts hören, einzig Pawel steht hinter ihm. Als der Tierarzt Bogdan mitteilt, dass auch die Kuh bald sterben muss, droht Bogdan abermals in ein Loch zu fallen. Doch die Liebe seiner Tochter und die Aussicht auf ein Enkelkind können ihn davor bewahren.

## Auszeichnungen
Der Film erhielt im Jahr 2011 sowohl den Debüt- als auch den Publikumspreis der Biberacher Filmfestspiele. Daniel Sus wurde beim Fernsehfilm-Festival Baden-Baden 2012 mit dem Rolf-Hans Müller Preis für Filmmusik ausgezeichnet.